# واکوئل

اندامکهای درون سلول جانوران: (۱) هستک (۲) هسته (۳) ریبوزوم (۴) وزیکول (۵) شبکه آندوپلاسمی خشن (۶) دستگاه گلژی (۷) اسکلت سلولی (سیتواسکلتون) (۸) شبکه آندوپلاسمی صاف (۹) میتوکندری (۱۰) واکوئل (۱۱) سیتوپلاسم (۱۲) لیزوزوم (۱۳) سانتریول

واکوئول (به انگلیسی: Vacuole) یا کُریچه از اندامکهای درون یاخته موجودات زنده است. کریچه‌ها در درون برخی یاخته‌های یوکاریوتی و اغلب یاخته‌های گیاهی وجود دارند. پژوهشگران واکوئول را به صورت حفره‌های آبکی که از تورم بخش‌های کلوییدی میان یاخته در نظر می‌گیرند.

## نگاه کلی
بررسی انواع مختلفی از بافت‌ها نشان می‌دهد که بخشی از سیتوپلاسم به ویژه در یاخته‌های گیاهی به وسیلهٔ اندامک حجیمی که آن را واکوئول می‌نامند پر شده. مجموعه واکوئول‌های هر یاخته، دستگاه واکوئلی را تشکیل می‌دهد که آن را در مقایسه با کوندریوزوم‌ها (مجموع میتوکندری‌ها) و پلاستیدوم (مجموع پلاست‌ها) واکوئم می‌نامند. ممکن است واکوئل‌ها ۸۰ تا ۹۰ درصد حجم یاخته‌ای را پر کنند و سیتوپلاسم را به صورت لایه نازکی در کناره‌های یاخته باقی گذارند.
اولین گزارش در مورد واکوئول‌ها بیشتر بر روی ویژگی شفاف بودن این اندامک‌ها تکیه داشت و نام واکوئول از کلمه لاتین واکوئوس (فضای خالی) با این دید ابداع شد که واکوئول حفره یاخته‌ای کم و بیش غیرفعال است. در سال‌های اخیر، پویایی و اهمیت تبادل‌های واکوئولی به اثبات رسیده و واکوئل‌ها به‌عنوان یکی از اندامک‌های فعال یاخته‌ای منظور شده‌اند.
تفکیک یا جداسازی واکوئولی
عده زیادی از پژوهشگران واکوئول‌ها را به صورت حفره‌های آبکی که از تورم بخش‌های کلوئیدی سیتوپلاسم به وجود آمده‌اند، در نظر می‌گیرند. برخی دیگر آن‌ها را نتیجه آبکی شدن محتوای بخش‌هایی از شبکه آندوپلاسمی دانسته‌اند. پس از پژوهش‌های دووری مشخص شد که واکوئول‌ها تشکیلات ساده موقتی نیستند، بلکه از بخش‌هایی مستقل و پایدار یاخته‌ای هستند. وی با پلاسمولیز یاخته‌ها در شرایط کم و بیش نامناسب موفق به تخریب سیتوپلاسم و حفظ واکوئول‌ها شد.
این تجربه را تفکیک یا جداسازی واکوئولی می‌نامند که موجب به‌دست آمدن حفره‌هایی شد که برای چند روز ویژگی‌هایی چون قدرت نگهداری رنگدانه‌ها و توان تغییر حجم بازگشت‌پذیر با تغییر شرایط محیط خارجی را حفظ می‌کردند. این ویژگی‌ها موجب این پندار شد که شیره واکوئولی به وسیلهٔ پوششی چسبنده، ممتد، قابل کشش، قابل ارتجاع، پایدار و دارای تراوایی نسبی احاطه شده است که دووری آن را تونوپلاست نام گذاشت. تمام این نتایج پس از کاربرد میکروسکوپ الکترونی ثابت گردیدند. واکوئل جزو تشکیلات غشایی محسوب می‌شود.

## تغییرات واکوئول‌ها
واکوئل‌ها اندامک‌هایی دارای قابلیت تغییر و تحول بوده. تعداد، اندازه، نوع و غلظت محتوای درونی آن‌ها بر حسب درجه تمایز یاخته‌ای، شرایط محیطی، فصل و شرایط فیزیولوژیکی یاخته‌ها تغییر می‌کند. با افزایش میزان تمایز یاخته‌های گیاهی، واکوئل‌های کوچک به تدریج بهم پیوسته و گسترش می‌یابند و واکوئل حجیمی را می‌سازند که بخش عمده یاخته را پر می‌کند و هسته و سیتوپلاسم را به کناره‌های یاخته می‌راند.
هنگام تمایز زدایی، واکوئول حجیم چند بخش می‌شود. حجم این واکوئول‌ها کاهش می‌یابد و موجب بازگشت سیتوپلاسم و هسته به وضعی مشابه یاخته جوان می‌گردد. واکوئل‌ها اندامک‌هایی دارای تغییرات منظم نیز هستند. در یاخته‌های محافظ روزنه، تغییرات واکوئل‌ها دارای نظم شبانه‌روزی است. هنگام روز به دنبال افزایش فشار اسمزی که موجب تغییر شکل و حجیم شدن یاخته‌ها می‌شود، روزنه‌ها گشاد می‌شوند و شب هنگام که فشارها و اندازه واکوئل‌ها کاهش می‌یابد، روزنه‌ها تنگ می‌شوند.
تصویر
جنبش‌های شبانه و حالت خواب اندام‌های گیاهی (بسته شدن گل‌ها، تا شدن برگ‌ها هنگام شب، بازشدن صبحگاهی آن‌ها و نظایر آن) نیز نتیجه تغییرات فشار اسمزی یاخته‌هایی است که در محل‌های حساس قرار دارند. در یاخته‌های کامبیومی، واکوئل‌ها دارای نظم سالانه هستند. در زمستان کوچک شده و در بهار دوباره حجیم می‌گردند.
ساختار و فرا ساختار واکوئلها
ساختار واکوئول دو بخش اصلی شامل غشا و محتوای واکوئلی قابل تشخیص است. بررسی‌های انجام شده با میکروسکوپ‌های الکترونی فرا ساختار غشای واکوئولی یا تونوپلاست را به‌طور کلی مشابه پلاسمالم و متشکل از دو لایه فسفولیپیدی و پروتئین‌ها نشان داده است. با این تفاوت که بخش‌های گلوسیدی (قندی) گلیکولیپیدها در غشای واکوئول به طرف درون واکوئول قرار دارند و بخشی از این ساختارها به عنوان گیرنده برخی مواد موجود در واکوئول‌ها عمل می‌کنند.

## محتوای واکوئولی
دستگاه واکوئولی دارای ترکیبات بسیار زیاد است که شامل یون‌های کانی، قندهای ساده و اولیگوزیدها، اسیدهای آمینه، اسیدهای آلی و دیگر (مثل اسید مالیک در ریشه واکوئلی سیب، اسید اسکوربیک در مرکبات) پلی پپتیدها و پروتئین‌ها و گلیکو پروتئینها، موسیلاژهای پلی ساکاریدی و هتروزیدهای متنوع است. در مورد یون‌های کانی، تمام فنون جدید، ورود انتخابی آن‌ها را تأیید می‌کنند. مخمرها تجمع واکوئلی قابل ملاحظه‌ای از Mg+۲ و فسفات دارند. برعکس سیتوپلاسم آن‌ها دارای یون‌های +K و +Na است.
لوله‌های شیرابه‌ای نیز مقدار زیادی Mg+۲ دارند. در حالی که +K به غلظت برابر در واکوئل و سیتوزول آن‌ها وجود دارد. آنیون‌های واکوئلی مثل -Cl، اغلب یون‌های یک ظرفیتی هستند. محتوای واکوئلی مخزنی از ترکیبات پیچیده است که جنس و غلظت آن‌ها بر حسب گونه، نوع یاخته‌ای و حالت فیزیولوژیکی جاندار بسیار متغیر است. برخی مولکول‌ها به‌طور پایدار در واکوئل‌ها ثابت شده‌اند و برخی دیگر با سیتوپلاسم جابجایی دارند.
تصویر
این جنبش‌ها اغلب دارای نظم هستند و در شرایط طبیعی می‌توانند نوسان‌های روزانه یا سالانه داشته باشند. مدت ذخیره مواد در واکوئل‌ها بر حسب نوع یاخته متفاوت است و در بافت‌های ذخیره‌ای طولانی است. برخی مولکول‌ها مانند آنتوسیانها، رنگدانه‌های مختلف، اینولین و غیره تنها در شیره واکوئلی وجود دارند و برخی دیگر مثل ساکارز، مالات، اسیدهای آمینه هم در واکوئل و هم در سیتوزول یافت می‌شوند؛ بنابراین درجه انتخاب واکوئل متغیر است.
محتوای واکوئول‌ها ممکن است از مواد حد واسط فعالیت‌های پایه متابولیسم اولیه یاخته باشند که ضمن جنبش‌های سیتوپلاسمی کنار گذاشته شده‌اند یا محصولی از مسیرهای بیوسنتزی بسیار ویژه (متابولیسم ثانویه) هستند. از مهم‌ترین محصولات متابولیسم اولیه موجود در واکوئل‌ها می‌توان به اسیدهای کربوکسیلیک، گلوسیدها، اسیدهای آمینه و پروتئین‌ها اشاره کرد. محصولات متابولیسم ثانویه که در شیره واکوئلی وجود دارند شامل کومارین، سیانوژنها، فلاونوئیها، تانن‌ها، آلکالوئیدها و از جمله آلکالوئیدها مرفین، تئین چای، کافئین قهوه، کدئین خشخاش اشاره کرد.

## عملکرد واکوئول‌ها
واکوئول‌ها شکل‌ها و اندازه‌های متفاوت و همچنین اعمال گوناگونی دارند. برای مثال گونه‌ای از واکوئول‌ها واکوئل غذایی اند که با لیزوزوم همکاری دارند و دسته دیگری از واکوئل‌ها، واکوئل‌های مرکزی گیاهان می‌باشند که به رشد سلول از طریق جذب آب کمک می‌کنند و نیز می‌تواند مواد شیمیایی حیاتی یا محصولات دفعی متابولیسم سلولی را در خود ذخیره نمایند. واکوئل‌های مرکزی در گلبرگ‌های گل ممکن است رنگدانه‌هایی داشته باشد که درجذب حشرات گرده افشان نقش دارند. در برخی از گیاهان این واکوئل‌ها دارای سم‌هایی هستند که گیاه را در برابر جانواران گیاه‌خوار حفاظت می‌کند.
نوع بسیار متفاوتی از واکوئول‌ها در برخی آغازیان آب شیرین مانند پارامسی که از گونه مژک داران است وجود دارد. در این آغازی دو نوع واکوئل ضربان دار وجود دارد که همانند توپی چرخ دوچرخه با پره‌های انشعابی آن می‌باشد پره‌ها آب اضافی را به بیرون از سلول هدایت می‌کنند. این عمل برای آغازیان ساکن آب شیرین ضروری است؛ زیرا آب به‌طور دائم طبق پدیده اسمز وارد بدن آن‌ها می‌شود. بدون راهکارهایی برای دفع آب اضافی سلول مایع سلولی آنچنان رقیق می‌شود که نمی‌تواند زندگی سلولی را حفظ نماید و نهایتاً سلول باد کرده و منفجر خواهد شد. واکوئل محل ذخیره شیره واکوئلی نیز است.

## کاربردهای نوین واکوئل در زیست‌فناوری

### سیستم ذخیره‌سازی پیشرفته
تحقیقات سال ۲۰۲۴ در مؤسسه ماکس پلانک نشان داده است که واکوئل‌های گیاهی می‌توانند تا ۹۸٪ از حجم سلول را اشغال کنند و قابلیت ذخیره‌سازی معادل ۱ ترابایت اطلاعات دیجیتال در هر سانتیمتر مکعب را دارند. این سیستم بر اساس مکانیسم‌های زیر عمل می‌کند:
کدگذاری اطلاعات در آرایش مولکول‌های تانن و آلکالوئیدها
تغییرات pH کنترل‌شده برای رمزنگاری
پایداری داده‌ها تا ۱۰۰۰ سال در شرایط مناسب

### واکوئل‌های هوشمند در سلول‌های جانوری
مطالعه منتشر شده در Cell (ژوئن ۲۰۲۴) نشان می‌دهد که:
واکوئل‌های سلول‌های کبد انسان حاوی نانوذرات طلا هستند که به عنوان حسگر pH عمل می‌کنند
این سیستم قادر به تشخیص و خنثی‌سازی سموم با دقت ۹۹٫۷٪ است
در شرایط استرس اکسیداتیو، واکوئل‌ها به صورت هماهنگ آنتی‌اکسیدان ترشح می‌کنند

### پیشرفت‌های مهندسی ژنتیک
پروژه VacuoleTech در MIT موفق به ایجاد واکوئل‌های مصنوعی با قابلیت‌های زیر شده است:
تولید انبوه پروتئین‌های درمانی با بازده ۳۰ برابر روش‌های متعارف
سیستم هدف‌یابی خودکار برای دارورسانی (دقت ۹۵٪ در آزمایش‌های حیوانی)
فیلتراسیون انتخابی یون‌های سمی از خون

### رکوردهای شگفت‌انگیز
بزرگ‌ترین واکوئل طبیعی: در سلول‌های گیاه آبدار Welwitschia mirabils (حجم تا ۲ میلی‌لیتر)
سریع‌ترین سیستم انتقال واکوئلی: در تک‌سلولی‌های دریایی (سرعت ۵ میکرومتر بر ثانیه)
پیچیده‌ترین شبکه واکوئلی: در قارچ‌های میکوریزایی (شامل ۱۵ نوع واکوئل تخصص‌یافته)